# Esqui de passeio

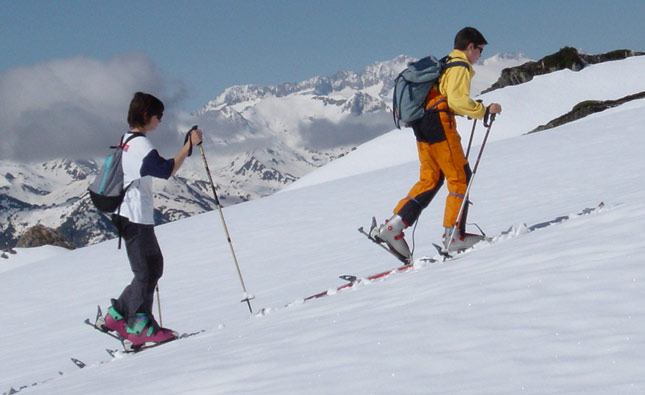
Esqui de passeio, praticando o esqui-alpinismp

O  esqui de passeio ou esqui de montanha,  é na realidade um termo genérico para designar principalmente dois tipos de esqui próxima da natureza, pois que utilizam esquis equipados com a pele de foca na subida, para depois descer as encostas com um tipo de esquis alpinos.
As duas grandes variantes são:
- o esqui de fundo, também conhecido como esqui nórdico ou esqui cross-country
- o esqui alpinismo, largamente utilizado pelos alpinistas que pretendem descer as encostas a esqui depois de as ter subido a pé

A característica deste esqui é o não utilizar meios mecânicos de subida como o esqui alpino que se pratica prioritariamente numa pista de esqui.